# Miss Mato Grosso 2016
Miss Mato Grosso 2016 foi a 57ª edição do tradicional concurso de beleza feminina de Miss Mato Grosso, válido para a disputa de Miss Brasil 2016, único caminho para o Miss Universo. O evento é coordenado pelo colunista social Warner Willon desde 1989  e contou com a participação de dezesseis (16) candidatas de diversos municípios do Estado em busca do título que pertencia à cuiabana Camilla Della Valle, vencedora da edição do ano passado. A Miss Brasil 2015 Marthina Brandt esteve presente prestigiando o certame estadual, e na ocasião sagrou-se vencedora a representante de Sorriso Taiany França Zimpel.

## Resultados

### Colocações
| Posição                 | Município e Candidata |
| Vencedora               | - Sorriso - Taiany Zimpel |
| 2º. Lugar               | - Campo Novo do Parecis - Yana Signor |
| 3º. Lugar               | - Cuiabá - Nicole Abdalla |
| 4º. Lugar               | - Jaciara - Yanca Silveira |
| 5º. Lugar               | - Várzea Grande - Liara Marmet |
| (TOP 10) Semifinalistas | - Barra do Garças - Jacqueline Ecke - Juara - Jakeline Coutinho - Lucas do Rio Verde - Suelen Cortina - Querência - Stéfani Diniz - Sinop - Vitória Marocco |

     Anunciadas apenas como "finalistas" durante a final.

### Prêmios Especiais
- O concurso não distribuiu prêmios este ano.[6]

### Ordem dos Anúncios
| 1. Barra do Garças 2. Sinop 3. Cuiabá 4. Juara 5. Lucas do Rio Verde 6. Campo Novo do Parecis 7. Sorriso 8. Querência 9. Jaciara 10. Várzea Grande | 1. Sorriso 2. Jaciara 3. Cuiabá 4. Campo Novo do Parecis 5. Várzea Grande |  |  |

## Candidatas
Disputaram o título este ano:
| - Barra do Garças - Jacqueline Ecke - Campo Novo do Parecis - Yana Signor - Cuiabá - Nicole Abdalla - Jaciara - Yanca Silveira - Juara - Jakeline Coutinho - Lucas do Rio Verde - Suelen Cortina | - Marcelândia - Leila Hauschild - Nova Brasilândia - Hiurika Pinheiro - Primavera do Leste - Lídia Paiva - Querência - Stéfani Diniz - Rondonópolis - Thaisa Boeno | - Sinop - Vitória Marocco - Sorriso - Taiany Zimpel - Tangará da Serra - Estella Defant - Terra Nova do Norte - Fernanda Thomazelli - Várzea Grande - Liara Marmet |

## Dados das Candidatas
Divulgadas pela organização do concurso:
| - Barra do Garças: Jacqueline Ecke tem 25 anos e 1.65m de altura. Graduada em Direito, estuda para ser Delegada Federal. "Porque é uma profissão que tem muito respeito da sociedade. Causa um grande impacto social e preza pela Justiça", declara. Por causa de sua altura, nunca achou que poderia ser uma Miss. - Campo Novo do Parecis: Yana Signor tem 20 anos e 1.76m de altura. Natural de Coxim (MS), a estudante de fisioterapia tem o sonho de se tornar a Miss Mato Grosso. Ela foi convidada para participar, e quando venceu, descobriu que tem potencial para representar não somente sua cidade, mas também o estado. - Cuiabá: Nicole Abdalla tem 19 anos e 1.70m de altura. Estudante de Direito e de Letras. Começou a faze Letras depois do Direito "porque um bom advogado tem que saber escrever bem". Se encantou pelo mundo das misses depois que assistiu a festa do Miss Brasil do ano passado. - Jaciara: Yanca Silveira tem 20 anos e 1.74m de altura. Estudante de odontologia, a Miss Jaciara tem o sonho de se formar e constituir família. Pretende lutar também pelas causas sociais. "O que mais quero nessa vida é que a fome, a miséria e a violência tenham um basta para vivermos com harmonia e dignidade", disse. - Juara: Jakeline Coutinho tem 23 anos e 1.75m de altura. Natural de Juara, Jakeline sonha em fazer faculdade de Direito. Formada em técnico logística, a estudante entrou no concurso por gostar de desafios. "Estou feliz em chegar à etapa estadual. Pretendo representar muito bem a minha cidade". - Lucas do Rio Verde: Suelen Cortina tem 23 anos e 1.75m de altura. Estudante de Administração, adora o mundo da moda e sempre sonhou em ser miss. Tem dividido o seu tempo entre a faculdade e os preparativos para o concurso. Se vencer, quer mostrar não só a beleza, mas a força e a determinação da mulher mato-grossense. | - Marcelândia: Leila de Fátima Hauschild tem 20 anos e 1.74m de altura. Estudante de Ciências Contábeis, gosta de desafios, por isso adora matemática. Pelo desafio, também, aceitou participar do concurso, um sonho de criança que ficava guardado e que, de repente, teve a chance de acontecer. - Nova Brasilândia: Hiurica Pinheiro tem 19 anos e 1.79m de altura. A modelo estuda Estética na capital do Estado, Cuiabá. Viu no concurso uma oportunidade de projetar o nome de sua cidade e de aprender mais sobre o mundo da beleza, que sempre a fascinou, afinal por isso escolheu estudá-la. - Primavera do Leste: Lídia Paiva tem 20 anos, 1.69m de altura e estuda Engenharia Civil. De beleza marcante, herdada das características nordestinas de seus pais, diz que como Miss quer ser um exemplo de comportamento. "Um exemplo de mulher batalhadora, culta, elegante e ativa em questões sociais". - Querência: Stefani Diniz tem 22 anos e 1.73m de altura. Faz faculdade de Direito e diz que sempre teve o sonho de ser Miss. "Todos nós devemos trabalhar em cima dos nossos sonhos para tornarem realidade, e no momento meu maior sonho é tornar-me Miss Mato Grosso", afirmou. - Rondonópolis: Thaisa Cristina Pereira Boeno tem 19 anos e 1.75m de altura. Estudante de Pedagogia, já faz trabalhos como modelo em Rondonópolis, o que despertou seu interesse no concurso de Miss. "Mesmo que não vença, já estou aprendendo muito e vou levar toda este conhecimento para minha vida". | - Sorriso: Taiany França Zimpel tem apenas 18 anos e 1.80m de altura. Estudante de Direito, desde setembro de 2015 reside na cidade de São Paulo, onde já faz trabalhos como modelo contratada pela Agência Oxgem. Desenvolta e comunicativa, quer seguir no mundo da moda como modelo. - Sinop: Vitória Marocco tem 18 anos e 1.82m de altura, entrou no concurso por incentivo da mãe e dos amigos. Está feliz de já ter chegado ao Miss Mato Grosso. Faz cursinho preparatório para a universidade. Quer fazer Veterinária pois ama os animais e quer defender a causa animal. - Tangará da Serra: Estella Defant tem 23 anos e 1.69m de altura. Estudante de administração em São Paulo (para trabalhar na empresa da família) ela também é cantora lírica, já chegou a estudar canto. Viu no concurso de Miss Mato Grosso mais um chance aprender e aprimorar suas qualidades e talentos. - Terra Nova do Norte: Fernanda Thomazelli Pereira Guerra de Oliveira tem 18 anos e 1.75m de altura. Récem formada do ensino médio, pretende adquirir novas experiências ao participar do concurso Miss Mato Grosso 2016. "Será um momento de muito aprendizado que pretendo utilizar em minha vida", disse. - Várzea Grande: Liara Marmet tem 18 anos e 1.77m de altura. Faz Faculdade de Estética porque adora moda e beleza. Não pensei duas vezes quando foi convidada a participar do concurso de Miss Várzea Grande. Sempre cuidou da alimentação e do corpo. "Tenho grande expectativa com o Miss Mato Grosso". |  |

## Histórico

### Troca
- Terra Nova do Norte - Jhenefer Perin ► Fernanda Thomazelli [24]

### Desistências
- Nova Mutum - Juliane Macedo [26]
- Planalto da Serra - Maysa Bertollo

## Crossovers
Registro das candidatas em outros concursos:

### Estadual
Miss Mundo Mato Grosso
- 2016: Barra do Garças - Jacqueline Ecke [27]
  - (Representando o município de Barra do Garças, em Dom Aquino)